# Paula Bleckmann
Paula Bleckmann (* 28. März 1972 in München als Paula Freiin von Weizsäcker) ist eine deutsche Pädagogin und Professorin für Medienpädagogik an der Alanus Hochschule für Kunst und Gesellschaft in Alfter.

## Biografie
Paula Bleckmann ist die Tochter von Ernst Ulrich und Christine von Weizsäcker.
Sie studierte Biologie in Konstanz mit Diplomabschluss. Sie absolvierte eine Fortbildung zur Waldorflehrerin in Kassel und unterrichtete anschließend an der Integrativen Waldorfschule Emmendingen. 2006 wurde sie mit einer Arbeit zum Thema Medienpädagogische Elternarbeit am Kindergarten an der Universität Bremen zum Dr. phil. promoviert. 2010 ging sie als Habilitations-Stipendiatin im Forschungsprojekt Internet- und Computerspielabhängigkeit an das Kriminologische Forschungsinstitut Niedersachsen.
2015 habilitierte sie sich an der Pädagogischen Hochschule Freiburg und erhielt die venia legendi in Gesundheitspädagogik. Im selben Jahr wurde sie als Professorin für Medienpädagogik an die Alanus Hochschule für Kunst und Gesellschaft berufen. Sie erforscht das Phänomen der Mediensucht und setzt sich für das pädagogische Ziel der Medienmündigkeit in Erweiterung des klassischen Ziels der Medienkompetenz ein.
Sie ist u. a. Mitglied im Beirat der Vereinigung Deutscher Wissenschaftler.
Paula Bleckmann ist mit dem Richter Frank Bleckmann (* 1970) verheiratet und hat drei Söhne.

## Veröffentlichungen
- Medienmündig: Wie unsere Kinder selbstbestimmt mit dem Bildschirm umgehen lernen. Klett-Cotta, Stuttgart 2012, ISBN 978-3-608-94626-0.
- mit Ingo Leipner Heute mal bildschirmfrei. Das Alternativprogramm für ein entspanntes Familienleben. Knaur, München 2018, ISBN 978-3-426-78925-4.
- Media Protect medienpädagogische Elternberatung in der Grundschule. KFN, Hannover 2013, OCLC 861222980
- Medienpädagogische Elternarbeit am Kindergarten unter besonderer Berücksichtigung der Themeninteressen von Familien mit aktuell oder potentiell nichtfernsehenden Kleinkindern. (Dissertation Universität Bremen 2006), OCLC 180000323 OCLC 181574774
- mit Andreas Neider, Alain Denjean, Claudia Grah-Wittich, Inge Heine, Rene´ Madeleyn, Ulrich Meier, Bernd Ruf, Reinhard Schönherr-Dhom, Christina Seidel: Krisenbewältigung, Widerstandskräfte, Soziale Bindungen im Kindes- und Jugendalter. Verl. Freies Geistesleben, Stuttgart 2011, ISBN 978-3-7725-2397-7
- mit Eva Maria Bitzer, Thomas Mößle: Prävention problematischer und suchtartiger Bildschirmmediennutzung eine deutschlandweite Befragung von Praxiseinrichtungen und Experten. KFN, Hannover  2014, OCLC 902881520
- mit Markus Appel: Googelst du noch oder denkst du schon? Medienmündigkeit in Zeiten der Digitalisierung. KIT-Bibliothek Süd, Karlsruhe 2015, OCLC 908602773